# لوسيا خيمينيز فيسنتي
لوسيا خيمينيز فيسنتي (بالإسبانية: Lucía Jiménez Vicente)‏ هي لاعب هوكي الحقل إسبانية، ولدت في 8 يناير 1997.

## وصلات خارجية
- لوسيا خيمينيز فيسنتي على موقع الاتحاد الدولي للهوكي (الإنجليزية)
- لوسيا خيمينيز فيسنتي على موقع أوليمبيديا (الإنجليزية)